# 刺枝树科
刺枝树科（学名：Koeberliniaceae）又名旱白花菜科或耶稣刺科，只有1属1种，是单种科，只生长在美国西南，墨西哥和南美洲玻利维亚的一小片区域。
本科植物是生长在沙漠地带的小乔木或灌木，叶退化成与茎垂直的绿色刺，互生，枝条也含有叶绿素，可以进行光合作用；花花小，绿色，花瓣4；果实为浆果，黑色，含有1-2个种子。
1981年的克朗奎斯特分类法将其列在山柑科中，1998年根据基因亲缘关系分类的APG 分类法认为应该单独分出一个科，仍然放到十字花目之下， 2003年经过修订的APG II 分类法维持原分类。

## 下属物种
刺枝树科包括刺枝树属（学名：Koeberlinia）一属，有以下物种：
- Koeberlinia holacantha W.C.Holmes, K.L.Yip & Rushing
- 刺枝树 Koeberlinia spinosa Zucc.